# Campbell Graham

a Compétitions nationales et continentales officielles uniquement.

b Matchs officiels uniquement.
Campbell Graham, né le 2 juin 1999 à Sydney (Australie), est un joueur australien de rugby à XIII évoluant au poste de centre ou d'ailier dans les années 2010 et 2020.
Campbell Graham pratique le rugby à XIII durant son enfance et intègre la section jeunes des South Sydney Rabbitohs. Il dispute ses premières rencontres de National Rugby League (« NRL ») avant ses vingt ans avec ces derniers, et prend dès 2018 une place de titulaire sur l'aile. Placé au centre à partir de 2020, ce changement est un succès. Il prend part alors à la finale perdue de NRL en 2021 face aux Penrith Panthers. En 2024, il est éloigné près d'un an des terrains en raison d'une opération au sternum.
Ses performances sous le maillot des Rabbitohs l'amènent à cotoyer la sélection. Ainsi, il est pris dans le groupe pour disputer la Coupe du monde lors de l'édition 2020 et remporte le titre. Toutefois, il ne compte aucune sélection pour le State of Origin.

## Palmarès
- Collectif :
  - Vainqueur  de la Coupe du monde : 2022 (Australie).
  - Vainqueur de la Coupe du monde de rugby à neuf : 2019 (Australie).
  - Finaliste de la National Rugby League : 2021 (South Sydney).

### Détails en club
| Saison | Saison                 | Championnat | Championnat  | Championnat | Championnat | Championnat | Championnat | Championnat | State of Origin | State of Origin | State of Origin | State of Origin | State of Origin | State of Origin | State of Origin | Sélection | Sélection | Sélection | Sélection | Sélection | Sélection | Sélection |
| Saison | Saison                 | Comp.       | Class.       | M           | Pts         | Ess.        | Buts        | Dp.         | Ed.             | Rés.            | M               | Pts             | Ess.            | Buts            | Dp.             | Compet.   | M         | Pts       | Ess.      | Buts      | Dp.       |           |
| ------ | ---------------------- | ----------- | ------------ | ----------- | ----------- | ----------- | ----------- | ----------- | --------------- | --------------- | --------------- | --------------- | --------------- | --------------- | --------------- | --------- | --------- | --------- | --------- | --------- | --------- | --------- |
| 2017   | South Sydney Rabbitohs | NRL         | 12e          | 5           | -           | -           | -           | -           |                 |                 |                 |                 |                 |                 |                 |           |           |           |           |           |           |           |
| 2018   | South Sydney Rabbitohs | NRL         | Finale prél. | 16          | 28          | 7           | -           | -           |                 |                 |                 |                 |                 |                 |                 |           |           |           |           |           |           |           |
| 2019   | South Sydney Rabbitohs | NRL         | Finale prél. | 27          | 56          | 14          | -           | -           |                 |                 |                 |                 |                 |                 |                 |           |           |           |           |           |           |           |
| 2020   | South Sydney Rabbitohs | NRL         | Finale prél. | 21          | 52          | 13          | -           | -           |                 |                 |                 |                 |                 |                 |                 |           |           |           |           |           |           |           |
| 2021   | South Sydney Rabbitohs | NRL         | Finaliste    | 21          | 36          | 9           | -           | -           |                 |                 |                 |                 |                 |                 |                 |           |           |           |           |           |           |           |
| 2022   | South Sydney Rabbitohs | NRL         | Finale prél. | 20          | 20          | 5           | -           | -           |                 |                 |                 |                 |                 |                 |                 | CM        | 2         | 20        | 5         | -         | -         |           |
| 2023   | South Sydney Rabbitohs | NRL         | 9e           | 21          | 64          | 16          | -           | -           |                 |                 |                 |                 |                 |                 |                 |           |           |           |           |           |           |           |
| 2024   | South Sydney Rabbitohs | NRL         | 16e          | 0           | -           | -           | -           | -           |                 |                 |                 |                 |                 |                 |                 |           |           |           |           |           |           |           |
| 2025   | South Sydney Rabbitohs | NRL         |              | 3           | -           | -           | -           | -           |                 |                 |                 |                 |                 |                 |                 |           |           |           |           |           |           |           |